# الكسندر إل. هاريس
الكسندر إل. هاريس (بالإنجليزية: Alexander L. Harris)‏ هو سياسي أمريكي، ولد في 9 أكتوبر 1820، وتوفي في 27 أغسطس 1898. حزبياً، نشط في الحزب الديمقراطي.